# سیارک ۲۷۲۷۰
سیارک ۲۷۲۷۰ (به انگلیسی: 27270 Guidotti، نامگذاری:2000AY4) بیست و هفت هزار و دویست و هفتادمین سیارک کشف شده‌است که در ۲ ژانویه ۲۰۰۰ کشف شد.